# Frouville
Frouville é uma comuna francesa na região administrativa da Ilha de França, no departamento do Vale do Oise. Estende-se por uma área de 7.60 km². Em 2010 a comuna tinha 362 habitantes (densidade: 47,6 hab./km²).